# Dendrobium camaridiorum
Dendrobium camaridiorum är en orkidéart som beskrevs av Heinrich Gustav Reichenbach. Dendrobium camaridiorum ingår i släktet Dendrobium, och familjen orkidéer.
Artens utbredningsområde är Nya Kaledonien. Inga underarter finns listade i Catalogue of Life.